# Rui Machado
Rui Machado (n. 10 de abril de 1984 en Faro) es un jugador de tenis de Portugal. Es uno de los mejores jugadores de su país y es representante de Portugal en el Equipo portugués de Copa Davis, que compite en la tercera división del evento.
En 2006 sufrió lesiones en la muñeca y la rodilla que lo obligaron a suspender su actividad profesional por un lapso de un año y medio. Consiguió su primera victoria de ATP en el Torneo de Estoril en 2008 derrotando al croata Ivo Karlović.

## Títulos (0)

### Challengers (8)
| N.º | Fecha                    | Torneo                  | Superficie    | Oponente en la final    | Resultado          |
| --- | ------------------------ | ----------------------- | ------------- | ----------------------- | ------------------ |
| 1.  | 1 de marzo de 2009       | Challenger de Mequinez  | Tierra batida | David Marrero           | 6-2 6-7(6) 6-3     |
| 2.  | 12 de abril de 2009      | Challenger de Atenas    | Dura          | Daniel Muñoz-de la Nava | 6-3 7-6(4)         |
| 3.  | 4 de abril de 2010       | Challenger de Nápoles   | Tierra batida | Federico Delbonis       | 6-4 6-4            |
| 4.  | 17 de octubre de 2010    | Challenger de Asunción  | Tierra batida | Ramón Delgado           | 6–2, 3–6, 7–5      |
| 5.  | 26 de marzo de 2011      | Challenger de Marrakech | Tierra batida | Maxime Teixeira         | 6–3, 6–7(7–8), 6–4 |
| 6.  | 5 de junio de 2011       | Challenger de Rijeka    | Tierra batida | Grega Žemlja            | 6-3 6-0            |
| 7.  | 24 de julio de 2011      | Challenger de Poznan    | Tierra batida | Jerzy Janowicz          | 6-3 6-3            |
| 8.  | 18 de septiembre de 2011 | Challenger de Szczecin  | Tierra batida | Eric Prodon             | 2–6, 7–5, 6–2      |